# Zirə
Zira (en azerí: Zirə) es un municipio de Bakú, capital de Azerbaiyán donde actualmente viven 11 053 habitantes.

## Economía
Zira es famoso por ser el mayor productor de tomate en Bakú, pero recientemente fueron sembrados olivos para la extracción de aceite, el cual es procesado por la plata "Absheron Olive Gardens" que se encuentra en Zira.

## Deporte
El Zira FK es el equipo de fútbol representante del municipio, el cual juega en la Liga Premier de Azerbaiyán y ha llegado a disputar competiciones continentales.